# Tricky Sam Nanton
Tricky Sam Nanton (Joseph Nanton) (New York, 1º febbraio 1904 – San Francisco, 20 luglio 1946) è stato un trombonista jazz statunitense, noto soprattutto per la sua militanza nell'orchestra di Duke Ellington e per la sua abilità nell'uso della sordina "plunger".

## Biografia

### Gli inizi
Nato a New York in una famiglia originaria delle Indie Occidentali, Nanton iniziò la sua carriera di musicista professionista attorno al 1922 Washington con il gruppo di Cliff Jackson. Dal 1923 al 1924 fece parte di un gruppo chiamato gli Harmony Five; l'anno dopo era nel gruppo del banjoista Elmer Snowden. Nel 1926, a 22 anni, Joe Nanton si aggregò all'orchestra di Duke Ellington, rimpiazzando, con una certa riluttanza, il suo amico Charlie Irvis; vi sarebbe rimasto per vent'anni, fino alla sua morte. La sessione di tromboni, che includeva Nanton e Lawrence Brown, e che si avvantaggiava delle loro qualità complementari, sarebbe diventata una delle più famose dell'epoca dello swing.

### Lo wah-wah
Nanton fu uno dei pionieri della sordina "plunger". Nanton disse che l'idea di usare questo tipo di sordina su un trombone gli venne nel 1921, ascoltando l'uso che ne faceva il trombettista Johnny Dunn. Assieme al trombettista Bubber Miley, Nanton fu uno dei creatori del suono "Wah-wah" e "growl" che ebbe tanto successo nell'era dello swing e che costituiva uno degli ingredienti fondamentali dello stile "Jungle" per cui l'orchestra di Ellington divenne conosciuta ai tempi della sua presenza al "Cotton Club", alla fine degli anni 1920. Quando Miley lasciò l'orchestra, nel 1929, fu Nanton ad insegnare a Cootie Williams, il rimpiazzo di Miley alcune delle tecniche growl e plunger che caratterizzavano il suono di Miley: Williams divenne egli stesso un maestro di queste tecniche, e l'orchestra mantenne il suono che la caratterizzava.
L'effetto growl fu ben descritto dal figlio di Duke Ellington, Mercer:
"Nel growl ci sono tre elementi fondamentali: il suono dello strumento, il gorgoglio della gola, e la nota vera e propria, che viene cantata. La bocca deve muoversi come per formare le varie vocali e sopra al suono di gola, gli effetti ottenuti tramite il plunger aggiungono il wa-wa che fanno «parlare» lo strumento. Nella tradizione di Ellington, si usa anche una sordina diritta dentro allo strumento oltre al plunger, per controllare meglio il suono. Se si usa solo il plunger il suono è meno controllato e l'articolazione non è altrettanto buona."
Tra i migliori esempi dei pezzi "growl" nell'orchestra di Ellington in quegli anni si ricordano “East St. Louis Toodle-oo,” “The Blues I Love to Sing,” “Black and Tan Fantasy,” “Goin' to Town,” e “Doin' the Voom-Voom”, ed in ognuno il contributo della coppia Nanton-Miley è inconfondibile.

### "Tricky Sam"
Stando a Barney Bigard, fu l'altoista Otto "Toby" Hardwick a persuadere Ellington a lasciare che Nanton prendesse un assolo con l'orchestra, dopo diverse settimane dal suo ingaggio. Dice Bigard: “...afferrò il plunger. E lo sapeva usare bene: era come se parlasse con una voce umana. Stavo seduto vicino a lui e tutte le volte che faceva 'wa-wa,' lo facevo anch'io con la bocca, imitandolo..”. A quanto pare fu il gioviale Hardwick ad affibbiare il nomignolo "Tricky Sam" (Sam pieno di risorse o di trucchi) a Nanton, per la sua insolita abilità con il trombone.
Oltre che nel suo ruolo di solista, Nanton brillava soprattutto in coppia con Miley, con cui spesso suonava in contrappunto o in armonia con effetti estremamente evocativi. Nonostante l'uso del plunger al trombone si diffondesse rapidamente, il suono di Nanton rimase unico, giustificando il suo soprannome. Oltre ad altri espedienti, Nanton aveva trovato il modo di emettere, con il plunger, un notevolissimo suono "ya-ya", e tenne sempre gelosamente segreto il modo di produrre questo effetto. La sua estesissima tavolozza di suoni quasi vocali si può ascoltare in alcuni pezzi del periodo, quali "The Mooche" e "Mood Indigo".

### La morte
Nanton morì a San Francisco il 20 luglio, 1946, mentre era in tour con l'orchestra. Aveva già avuto un infarto qualche mese prima, e la sua perdita fu un grave colpo per la formazione. I trombonisti che gli succedettero - Tyree Glenn fu il suo rimpiazzo - non riuscirono mai a riprodurre completamente il suo suono.